# Sportler des Jahres 1988 (Deutschland)
Die Sportler des Jahres 1988 in Deutschland wurden von den Fachjournalisten gewählt und am Jahresende im Kurhaus von Baden-Baden ausgezeichnet. Veranstaltet wurde die Wahl zum 42. Mal von der Internationalen Sport-Korrespondenz (ISK).

## Männer
| Platz | Sportler             | Sportart        | Punkte | Erfolge 1988                                                                                                  |
| ----- | -------------------- | --------------- | ------ | --- |
| 1.    | Michael Groß         | Schwimmen       | 1794   | Olympiasieger 200 Meter Schmetterling, Dritter mit 4-mal-200-Meter-Freistilstaffel                            |
| 2.    | Reiner Klimke        | Dressurreiten   | 1576   | Olympiadritter mit Mannschaft                                                                                 |
| 3.    | Dieter Baumann       | Leichtathletik  | 1499   | Olympiazweiter 5000-Meter-Lauf                                                                                |
| 4.    | Peter-Michael Kolbe  | Rudern          | 1447   | Olympiazweiter Einer                                                                                          |
| 5.    | Rolf Gölz            | Straßenradsport | 1061   | Sieger drei Eintagesrennen (Mailand–Sanremo, La Flèche Wallonne, Mailand–Turin) u. eine Etappe Tour de France |
| 6.    | Arnd Schmitt         | Fechten         | 1009   | Olympiasieger Degen, Zweiter mit Mannschaft                                                                   |
| 7.    | Boris Becker         | Tennis          | 0653   | Finale Wimbledon, Sieger Masters Grand Prix, Sieger Davis Cup                                                 |
| 8.    | Frank Wörndl         | Ski Alpin       | 0602   | Olympiazweiter Slalom                                                                                         |
| 9.    | Jürgen Klinsmann     | Fußball         | 0581   | Olympiadritter, Bundesliga-Torschützenkönig                                                                   |
| 10.   | Graciano Rocchigiani | Boxen           | 0285   | Weltmeister Supermittelgewicht (IBF), 2 Titelverteidigungen                                                   |

## Frauen
| Platz | Sportler                   | Sportart        | Punkte | Erfolge 1988                                                                            |
| ----- | -------------------------- | --------------- | ------ | --------------------------------------------------------------------------------------- |
| 1.    | Steffi Graf                | Tennis          | 3748   | Grand Slam (Siegerin Australian Open, French Open, Wimbledon, US Open), Olympiasiegerin |
| 2.    | Anja Fichtel               | Fechten         | 3107   | Olympiasiegerin Florett Einzel u. mit Mannschaft                                        |
| 3.    | Nicole Uphoff              | Dressurreiten   | 1469   | Olympiasiegerin Einzel u. mit Mannschaft                                                |
| 4.    | Silvia Sperber             | Sportschießen   | 1329   | Olympiasiegerin Kleinkaliber-Dreistellungskampf, Zweite Luftgewehr                      |
| 5.    | Marina Kiehl               | Ski Alpin       | 1162   | Olympiasiegerin Abfahrt                                                                 |
| 6.    | Christa Kinshofer-Güthlein | Ski Alpin       | 0695   | Olympiazweite Slalom, Dritte Riesenslalom                                               |
| 7.    | Claudia Zaczkiewicz        | Leichtathletik  | 0459   | Olympiadritte 100 Meter Hürden                                                          |
| 8.    | Jutta Niehaus              | Straßenradsport | 0136   | Olympiazweite Straßenrennen                                                             |
| 9.    | Sabine Bau                 | Fechten         | 0112   | Olympiazweite Florett, Siegerin mit Mannschaft                                          |
| 10.   | Petra Schaaf               | Biathlon        | 074    | Weltcup-Vierte                                                                          |

## Mannschaften
| Platz | Sportler                         | Sportart              | Punkte | Erfolge 1988                             |
| ----- | -------------------------------- | --------------------- | ------ | ---------------------------------------- |
| 1.    | Deutschland-Achter               | Rudern                | 2810   | Olympiasieger                            |
| 2.    | Florett-Mannschaft Frauen        | Fechten               | 2494   | Olympiasieger                            |
| 3.    | Mannschaft Vielseitigkeitsreiter | Vielseitigkeitsreiten | 1408   | Olympiasieger                            |
| 4.    | Springreiter-Equipe              | Springreiten          | 1213   | Olympiasieger                            |
| 5.    | Dressurreiter-Equipe             | Dressurreiten         | 1110   | Olympiasieger                            |
| 6.    | Mannschaft Nordische Kombinierer | Nordische Kombination | 1021   | Olympiasieger                            |
| 7.    | Fußballolympiamannschaft         | Fußball               | 0451   | Olympiadritter                           |
| 8.    | Werder Bremen                    | Fußball               | 0397   | Deutscher Meister, Halbfinale UEFA-Pokal |
| 9.    | Hockeynationalmannschaft Männer  | Hockey                | 0257   | Olympiazweiter, Halleneuropameister      |
| 10.   | Kölner EC                        | Eishockey             | 0251   | Deutscher Meister                        |